# Gurre Sogn
Gurre Sogn er et sogn i Helsingør Domprovsti (Helsingør Stift).
Gurre Kirke blev i 1918 indviet som filialkirke til Tikøb Kirke. Gurre blev så et kirkedistrikt i Tikøb Sogn, der hørte til Lynge-Kronborg Herred i Frederiksborg Amt. Ved kommunalreformen i 1970 blev Tikøb sognekommune inkl. kirkedistriktet indlemmet i Helsingør Kommune.
Ved nedlæggelsen af kirkedistrikterne 1. oktober 2010 blev Gurre Kirkedistrikt udskilt som det selvstændige Gurre Sogn.
I sognet findes følgende autoriserede stednavne:
- Gurre
- Horserød
- Julianelund
- Nygård
- Nyrup
- Nyrup Hegn (ejerlav)
- Nyrup Overdrev
- Rørtang Overdrev
- Øerne
- Ørsholt